# Þjóðfellsbungur
Þjóðfellsbungur är kullar i republiken Island. De ligger i regionen Austurland, 300 km nordost om huvudstaden Reykjavík.